# Wangulén
Al Wangulén (del mapudungun wangülen, "estrella"), también conocida como Huangulén o Huanguelén, es un tipo de espíritu femenino presente en la mitología mapuche.
Huanguelén le da nombre a una ciudad de la provincia de Buenos Aires en Argentina.

## Concepto de Wangulén
La Wangulén es un tipo de espíritu femenino benigno de los mapuches. Las wangulén están relacionadas estrechamente con el ser humano mapuche; ya que una de ellas habría sido elegida como la mujer del primer hombre mapuche. Por ello, igualmente la mujer mapuche como conclusión de su vida terrenal puede lograr convertirse en una wangulén; si no en vida siguió las tradiciones y leyes del admapu, y tuvo una gran descendencia que la recuerde y que honre su memoria. (si es hombre puede llegar a convertirse en pillán). 
A través de las wangulén y los pillanes, no hay una separación neta entre el espíritu divino y los seres humanos; no solamente porque los segundos han sido en sus orígenes engendrados por los primeros, sino porque también pueden ellos mismo convertirse en wangulén o pillán.
Como lo dice su nombre, las wangulén son estrellas y se les relaciona con ellas.

## Tipos de Wangulén
Entre las wangulén, éstas se pueden dividir en:
- Primeras wangulén , que existirían desde antes que apareciera la vida en el mapu (tierra).
- Wangulén de antepasados, que corresponden a los espíritus de los antepasados humanos femeninos de los mapuches, que lograron transformarse en wangulén.

## Leyenda
Los mapuches cuentan en sus leyendas diversas historias de las wangulén, y muchas variaciones de estas historias, que se pueden recopilar y unir en:

### Las wangulén y el castigo de Antu
Al principio no existía el tiempo y el wenumapu era obscuro. En aquel lugar a partir del Pu-am que despertó, se originaron los espíritus antiguos y entre ellos aparecieron las primeras Wangulén, para ser las esposas de los primeros pillanes. Así entre todos los espíritus antiguos lograron traer luz al wenumapu, al ser ellos seres de luz.
Antu, el pillán más poderoso, fue el primero en elegir a una esposa. Debido a que las wangulén son vanidosas, producto de su naturaleza femenina, cada una esperaba ser la elegida como la inandomo (esposa preferida), de Antu. Al verlas a todas, sabiamente Antu eligió a la wangulén llamada Kuyén; la más hermosa entre todas ellas. El resto de las wangulén estaban decepcionadas y descontentas; con lo que esta elección trajo la envidia de las wangulén, y con ello el principio del desequilibrio del wenumapu y las leyes del admapu. Esto, junto a las rivalidades entre los pillanes, provocó la gran batalla entre los antiguos pillanes.
La batalla fue cruenta y duró mucho tiempo, concluyendo con el triunfo de Antu y sus aliados, quienes vencieron a los pillanes que se oponían a él y también a los hijos de los primeros pillanes y wangulén, que al crecer desearon derrocar a sus padres. Luego de que Antu castigara primeramente a los pillanes, al querer Antu castigar a las wangulén vencidas en ambas luchas, estas se pusieron a llorar y a implorar su perdón, y lloraron tanto, que sus lágrimas alcanzaron el mapu (tierra) y empezaron a deslizarse por las montañas, hasta reunirse en grandes lagos; y las lágrimas que cayeron en las cumbres más elevadas de las montañas fueron transformadas por el frío en nieves y en hielos eternos. Aun así Antu sentía mucha rabia. De este modo, las wangulén siguieron suplicando el perdón de Antu, y fueron tantas sus lágrimas, que lograron alcanzar los límites occidentales del mapu y allí formaron un lago tan grande que no tiene fin (el océano). Era tan grande la ira de Antu, que quería que su castigo fuera igualmente grande; sin embargo, al final escuchó el arrepentimiento de las wangulén, y decidió no castigarlas terriblemente. Sin embargo, debido a la actitud que ellas tuvieron Antu decidió apagar gran parte de la luz de las wangulén, dejando solo a su esposa Kuyén, con su brillo original. 
Desde ese día, todo el relumbrar de las wangulén es tan pálido y tenue que la luz de Kuyén no tiene rivales, frente a la demás wangulén. Por ello de vez en cuando, las wangülén vencidas lloran al ver tan débil su propia luz; pero sus lágrimas son inútiles, porque no pueden conseguir que Antu les devuelva su antiguo resplandor. La razón de que Antu no les devuelve toda sus luces, es que desde la época en que ellas empezaron a llorar, sus lágrimas son necesarias para alimentar al mapu y darle la vida.

### Las wangulén y los seres de la tierra
Se dice que luego de que Antu repartiera el castigo correspondiente a cada ser que lo merecía; las madres wangulén, incluida Kuyén, lloraron y empezaron a lamentarse cuando vieron los cuerpos despedazados de sus hijos pillanes, producto del castigo que recibieron. Estos llantos no conmovieron a Antu, pero sí fueron escuchados por el Pu-am, quien se conmovió y además decidió recuperar el equilibrio perdido en el universo mapuche. Así, gracias al llanto de las wangulén, los cuerpos de sus hijos volvieron a llenarse de vida y se les permitió habitar el mapu; sin embargo el Pu-am no permitió que los hijos de ellas recuperaran su forma antigua, y los castigó reencarnándolos en otras formas, que posteriormente serían el origen de varias de las criaturas mitológicas presentes en el mundo mapuche.
Posteriormente por la voluntad de Pu-am, el espíritu Elche crearía al hombre, y luego Kuyén, para darle una compañera al hombre elegiría a una wangulén para transformarla en mujer; y a través de los primeros pasos de esta mujer se crearían a los seres vivos del mapu. Así es como gracias al origen mitológico del mapuche, este pueblo está relacionado con los pillanes y las wangulén; y el mapuche tiene la posibilidad de poder llegar a ser uno de ellos.

## Otras leyendas
Igualmente relacionados con las wangulén, existe otra leyenda sobre el hijo de un Cacique, de nombre era Huanguelén, quién se enamoró de una estrella; y por causa de ese amor, fue transformado en estrella que se levanta al amanecer: "el Lucero del Alba"; la única estrella masculina.